# Waliny
Waliny – wieś w Polsce położona w województwie mazowieckim, w powiecie radomskim, w gminie Wolanów. Maq status sołectwa.
W latach 1975–1998 miejscowość administracyjnie należała do województwa radomskiego.
Przez wieś przebiega trasa drogi wojewódzkiej nr 733, znajduje się w niej stacja kolejowa Wolanów.
Wierni Kościoła rzymskokatolickiego należą do parafii św. Zofii w Młodocinie.